# Supernovă de tip Ia
O supernovă de tip Ia este o subcategorie de stele variabile cataclismice rezultată din explozia violentă a unei pitice albe. O pitică albă este restul unei stele care și-a încheiat ciclul normal de viață și a încetat să mai întrețină fuziune nucleară. Piticele albe de tipul cel mai comun, carbon-oxigen, sunt capabile de a mai întreține unele reacții de fuziune ce eliberează o cantitate mare de energie, cu condiția ca temperatura lor să crească suficient de mult.
Din punct de vedere fizic, piticele albe cu viteză redusă de rotație sunt limitate la mase mai reduse decât limita Chandrasekhar de aproximativ 1,38 mase solare. Aceasta este masa maximă ce poate fi suportată de presiunea de degenerare electronică. Dincolo de această limită, piticele albe își încep colapsul gravitațional. Dacă o pitică albă adună prin acreție masă de la o stea-companion într-un sistem binar, se crede că miezul său își atinge temperatura de declanșare a fuziunii carbonului. Dacă pitica albă se unește cu o altă stea (eveniment foarte rar), ea depășește imediat limita și începe colapsul, crescând din nou temperatura peste punctul de declanșare a fuziunii nucleare. În câteva secunde de la inițierea fuziunii nucleare, o porțiune substanțială de materie din pitica albă intră într-un proces cu reacție pozitivă, prin care temperatura crește și mai mult, eliberând suficientă energie (1–2 × 1044 jouli) to unbind the star in a supernova explosion.
Această categorie de supernove produce luminozitate maximă constantă din cauza uniformității masei piticelor albe care explodează prin mecanismul de acreție. Stabilitatea acestei valori permite acestor explozii să fie utile ca reper pentru măsurarea distanței până la galaxiile lor deoarece magnitudinea vizuală a supernovelor de acest tip depinde mai ales de distanță.

## Modelul consensual

Spectrul lui SN1998aq, o supernovă de tip Ia, la o zi după luminozitatea maximă în banda B.

Există mai multe mijloace prin care se poate forma o supernovă de acest tip, dar toate au un mecanism similar. Când o pitică albă cu viteză de rotație mică, și din carbon-oxigen adună prin acreție materie de la o stea-companion, ea nu poate depăși limita Chandrasekhar de aproximativ 1,38 mase solare, dincolo de care nu își mai poate susține propria greutate prin presiunea de degenerare a electronilor și își începe colapsul. În absența unui proces de contrabalansare, pitica albă intră în colaps pentru a forma o stea neutronică, așa cum se întâmplă în mod normal în cazul unei pitice albe compusă mai ales din magneziu, neon și oxigen.
Astronomii care modelează supernove de tipul Ia consideră că această limită nu este, însă, atinsă, și deci acel colaps nu se declanșează. În schimb, creșterea presiunii și densității din cauza creșterii greutății ridică temperatura miezului, iar pitica albă se apropie la aproximativ 1% de acea limită, și urmează o perioadă de convecție, ce durează aproximativ 1000 de ani. La un moment dat în această fază, se naște un front de deflagrație, alimentat de fuziunea carbonului. Detaliile mecanismului de declanșare nu sunt cunoscute, cum nu se cunosc nici locul și nici numărul de puncte în care începe acest front. La scurt timp după aceasta începe fuziunea oxigenului, dar acest combustibil nu este consumat într-o proporție atât de mare cât este consumat carbonul.
Odată fuziunea începută, temperatura piticei albe începe să crească. O stea din secvența principală susținută de presiunea termică s-ar expanda și s-ar răci pentru a contrabalansa creșterea energiei termice. Presiunea de degenerare, însă, nu depinde de temperatură; pitica albă nu poate regla procesul de fuziune în felul în care o fac stelele normale și este vulnerabilă la declanșarea unui proces de reacție pozitivă ce accelerează fuziunea. Aceasta crește dramatic, în parte din cauza instabilității Rayleigh–Taylor și a interacțiunilor cu turbulență. Încă este în discuție problema dacă această reacție se transformă într-o detonare supersonică dintr-o deflagrație subsonică.
Indiferent de detaliile exacte ale fuziunii nucleare, este acceptat faptul că o porțiune substanțială din carbonul și oxigenul din pitica albă este transformat în elemente mai grele pe o perioadă de doar câteva secunde, ceea ce duce la creșterea temperaturii interne la ordinul miliardelor de grade. Această energie eliberată din fuziunea termonucleară (1–2 × 1044 jouli) este mai mult decât suficientă pentru a dezlega steaua; adică, particulele individuale care compun pitica albă capătă suficientă energie cinetică pentru a se putea depărta unele de altele. Steaua explodează violent, dând naștere unei unde de șoc în care materia este de regulă împrăștiată cu viteze de ordinul a 5–20.000 km/s, aproximativ 3% din viteza luminii. Energia eliberată în explozie cauzează o creștere extremă de luminozitate. Magnitudinea absolută vizuală a unei supernove de tip Ia este de regulă Mv = −19,3 (de aproximativ 5 miliarde de ori mai strălucitoare decât Soarele), cu variații mici. Dacă rămășița supernovei rămâne legată de steaua sa companion depinde de cantitatea de masă împrăștiată.
Teoria acestui tip de supernove este similară cu cea a novelor, în care o pitică albă adună materie mai încet și nu se apropie de limita Chandrasekhar. În cazul unei nove, materia căzută cauzează o explozie superficială prin fuziunea hidrogenului, explozie ce nu perturbă steaua. Acest tip de supernovă diferă de o supernovă cu colaps al miezului, cauzată de explozia cataclismică a straturilor exterioare ale unei stele masive în timp ce miezul implodează.

## Formare

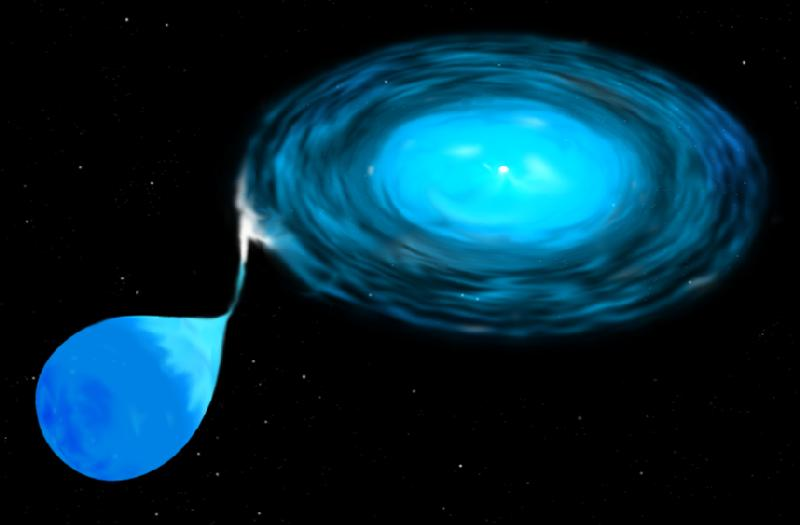
În acest sistem binar, se îndepărtează gaz de la o stea gigantă pentru a forma un disc de acreţie în jurul unei companioane compacte (cum ar fi o pitică albă). imagine NASA.

Un model de formare a acestei categorii de supernove este un sistem binar cu stele apropiate. Sistemul constă din stele din secvența principală, cea primară având masă mai mare decât cea secundară. Fiind de masă mai mare, cea primară este prima dintre cele două care evoluează în ramura asimptotică a gigantelor, unde straturile exterioare se extind considerabil. Dacă cele două stele ajung să aibă straturi exterioare comune, atunci sistemul poate pierde cantități semnificative de masă, reducându-și momentul cinetic, raza orbitală și perioada de rotație. După ce steaua primară a degenerat într-o pitică albă, cea secundară evoluează ulterior într-o gigantă roșie și situația devine favorabilă acreției de masă de către primară. În timpul fazelor finale cu straturi comune, cele două stele se rotesc una în jurul celeilalte la distanță din ce în ce mai mică, pe măsură ce se pierde momentul cinetic. Orbita rezultată poate avea o perioadă de doar câteva ore. Dacă acreția continuă suficient de mult, pitica albă poate ajunge în cele din urmă aproape de limita Chandrasekhar.
Un al doilea mecanism posibil, dar mai puțin probabil, de declanștare a unei supernove de tip Ia este fuziunea a două pitice albe, a căror masă combinată depășește limita Chandrasekhar. Într-un astfel de caz, masa totală nu ar fi constrânsă de limita Chandrasekhar. Aceasta este una dintre mai multe propuneri de explicații avansate pentru cazul stelei-sursă anormal de masive (2 mase solare) a lui SN 2003fg.
Se presupune că au loc coliziuni de stele solitare în galaxia noastră doar o dată la 107–1013 ani; mult mai puțin frecvent decât apariția novelor. Cu toate acestea, au loc mult mai frecvent coliziuni în regiunile dense ale centrelor clusterelor globulare. Un scenariu probabil este coliziunea cu un sistem binar, sau coliziunea a două sisteme binare cu pitice albe. O astfel de coliziune poate lăsa în urmă un sistem binar de două pitice albe apropiate. Orbita lor se restrânge și ele fuzionează prin straturile exterioare comune.
Companioana pitică albă ar putea să adune prin acreție materie și de la alte tipuri de companioane, printre care o subgigantă sau (dacă orbita este suficient de apropiată) chiar de la o stea din secvența principală. Detaliile exacte ale procesului evolutiv din această etapă de acreție rămân incerte, întrucât ele pot depinde atât de viteza de acreție cât și de transferul de moment cinetic spre companioana pitică albă.
Spre deosebire de alte tipuri de supernove, cele de tip Ia au loc în general în toate tipurile de galaxii, inclusiv în cele eliptice. Nu se observă nicio predilecție pentru regiunile de formare de stele. Întrucât piticele albe se formează la sfârșitul perioadei de evoluție a unei stele din secvența principală, un astfel de sistem solar cu viață lungă ar putea să ajungă foarte departe de regiunea în care s-a format. Astfel, un sistem binar cu stele apropiate poate rămâne în etapa de transfer de masă timp de încă un milion de ani (formând, eventual, explozii nova persistente) înainte ca situația să devină favorabilă unei supernove de tip Ia.

## Curba luminoasă

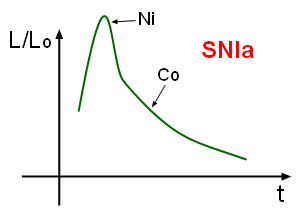
Acest grafic al luminozităţii (relativ la Soare, L_{0}) în raport cu timpul prezintă curba luminoasă caracteristică a unei supernove de tip Ia. Maximul se datorează mai ales dezintegrării nichelului (Ni), iar etapa următoare este alimentată de cobalt (Co).

Supernovele de tip Ia au o curbă luminoasă caracteristică. În apropierea momentului de luminozitate maximă, spectrul conține linii ale elementelor de masă intermediară între oxigen și calciu; acestea sunt principalele componente ale straturilor exterioare ale stelei. La câteva luni după explozie, când straturile exterioare s-au rarefiat până când au devenit transparente, spectrul este dominat de lumina emisă de materialul aflat în apropierea centrului stelei, elemente grele sintetizate în timpul exploziei; majoritatea mai ales izotopi apropiați de masa fierului. Dezintegrarea radioactivă a nichelului-56 prin cobalt-56 până la fier-56 produce fotoni de energie mare care domină producția de energie în perioada ulterioară.
Similaritățile profilelor de luminozitate absolută ale aproape tuturor supernovelor de tip Ia cunoscute au dus la folosirea acestora ca reper standard secundar în astronomia extragalactică. Cauza acestei uniformități a curbelor luminoase este încă o întrebare deschisă. În 1998, observațiile unor supernove de tip Ia îndepărtate au indicat un rezultat neașteptat, acela că universul pare să sufere o expansiune accelerată.